# Karri Rämö
Karri Rämö (Asikkala, 1º luglio 1986) è un hockeista su ghiaccio finlandese.

## Palmarès

### Mondiali
- 1 medaglia:
  - 1 bronzo (Canada 2008)